# 渋谷芸術祭
渋谷芸術祭はシブヤアワード（SHIBUYA AWARDS）の開催を中心とし、毎年秋に東京・渋谷地域で開催される文化芸術のイベント。

## 概要
地域に興味を持つ世界中の人々と地域社会や地域住民で作られる、「地域活性化」「地域情報の発信」「文化芸術の振興」を目的としたアートプロジェクトである。
開催期間中は、渋谷駅周辺の各会場にて同時多発的にアートイベントや作品展示、音楽ライブ、映画上映などが行われる。

## 沿革
美術作品「明日の神話（岡本太郎）」が渋谷駅へ恒久設置されることが決まった翌2009年に渋谷区後援のもとで渋谷芸術祭実行委員会が発足する。渋谷芸術祭は、渋谷芸術祭実行委員会主催で同年に初回の開催を実施し、2014年から渋谷区が共催、2017年からは東京都が後援となり、2019年秋に第11回目の開催を迎える。

## 理念・メッセージ
私たちは、渋谷芸術祭の開催により、文化芸術という概念を国籍も性別も年齢も関係なく、多くの人々が参加できる機会を作ります。この機会を通して芸術を育むことが、人々の豊かな心と、住み良い社会作りに寄与する事を願い、渋谷芸術祭を実施します。

### 第1回渋谷芸術祭 2009
- 開催期間 : 2009年11月21日〜23日の3日間
- テーマ：若者とアート
- 主催：渋谷芸術祭実行委員会
- 後援：渋谷区
- 会場：渋谷駅ハチ公広場・青ガエル、マルイシティ渋谷１Fプラザ、渋谷マークシティ神宮通り上空通路、青山学院アスタジオ
- イベント:渋谷駅ハチ公広場・青ガエルで、ゲストの女優・穂のかが一日駅長として登場[2]。

### 第2回渋谷芸術祭 2010
- 開催期間 : 2010年11月20日〜23日の4日間
- テーマ：人と人とのつながり・LINKS
- 主催：渋谷芸術祭実行委員会
- 後援：渋谷区
- イベント：<シブレター> 渋谷の街へのビデオレター / <ピエロ隊> 一般自由参加型の応援パフォーマンス / <ファッション展示>若きクリエーターの卵による作品展示 / <サーカス広場 with PV Shooting>公開PV収録 with PV Shooting / <映画「Moon Shadow」先行上映> 奄美皆既日食音楽祭 2009のオフィシャムービーの先行上映 / <映画「ROADSIDE」移動上映> 渋谷芸術祭とり下ろし作品の上映 / <「ピープルデザイン」ジーンズの作品発表> ファッションを通じて障害の有無を超えた共生共存の世の中を目指すプロジェクトのイベント / <「にほんのうた」キャラバン> 古くから歌い継がれてきたにほんのうたの楽曲を元にショートムービーを製作 / <サイン会> 渋谷にいる方からサインをもらう逆サイン会 /<ダンスエキスポ> 関東を拠点とするストリートダンススクールによるショー / <イラストコンテスト> 渋谷を行き交う女の子や女性に向けたポジティブなメッセージのイラスト / <ポストカードコレクション> 渋谷の各所に置かれた無料配布のポストカードを集めると参加イラストレーターのグッズがもらえるイベント / <ライブペインティング> 参加アーティストが二箇所の会場に分かれて街角に絵を描いていく

### 第3回渋谷芸術祭 2011
- 開催期間 : 2011年11月19日（土）〜 20日（日）の2日間
- 副題 : HIKARI "Canvas"
- 主催：渋谷芸術祭実行委員会
- 後援：渋谷区
- キーワード：光
- イベント：
  - <INFORMATION BOOTH> イベントスポットや関連アーティストの映像上映
  - <LIGHTING + AROMA VITA> 紙でできた照明オブジェと粘度細工でできた照明オブジェの展示
  - <LIGHTING + BALOON ART> ミラーボールやイルミネーション、大型バルーン人形「フライガイ」のライトアップ展示
  - <OPENING EVENT + LIGHTING> 開催セレモニーにて区長の挨拶と点灯式、アーティストによるライブパフォーマンス
  - <LIVE PERFORMANCE> アーティストによるライブパフォーマンス
  - <Biketope2011 Shibuya> 放置自転車を用いた自転車のオブジェを展示
  - <VISUAL ART + STREAMING> 壁面での告知映像やアーティストによるプロジェクター投影
  - <Biketope2011 Shibuya> 自転車を通じて環境問題を問うクリエーションやシンポジウム
  - <Music+Prade> ブラジル・パイーア地方のサンパヘギを総勢約１５名でパフォーマンス（雨天中止）
  - <LIGHTING+KAGEE DANCE + VISUAL ART> 日常の光を再認識する参加型アートや、ヒカリアートチームによる影絵やダンスのコラボレーション、廃材レザーを再利用しデザインしたランプシェードをLEDキャンドルで灯すリサイクルランプの展示（雨天中止）
  - <MOVIE + LIVE PERFORMANCE > 諸沢利彦監督による映画「ROADSIDE#2011」パイロット版の公開、映像に参加したミュージシャンのライブパフォーマンス
  - <LIVE PERFORMANCE presented by VILLAGE VANGUARD> 6組のアーティストによるライブパフォーマンス
  - <LIGHTING> ミラーボールオブジェの展示
  - <Scramble Crossing of Art「明日への神話」プロジェクト>岡本太郎の「明日への神話」を下敷きに、「地震・津波・原発事故にも負けない人間の尊厳」をテーマに日比野克彦氏監修のもと、市民とともに現代版「明日への神話」を創作[3]
  - <KAGEE + VIDUAL ART > 影を使ったインスタレーションオムニバス作品
  - <MOVIE>渋谷を中心としたストリートに生きる人々を多面的につなぐドキュメンタリー映画「ROADSIDE#2009」「ROADSIDE#2010」とギャルとギャル男がカンボジアでボランティア!?をするドキュメンタリー映画の上映

### 第4回渋谷芸術祭 2012
- 開催期間 : 2012年10月27日（土）〜 28日（日）の2日間
- 副題 : キラリ！渋谷は文化の“光”差点
- テーマ：光とハロウィン
- 主催：渋谷芸術祭実行委員会
- 後援：渋谷区
- イベント：オープニングセレモニー / ライブパフォーマンス  / glaceau vitaminwater® presents ハロウィンコンテスト / Halloween Botanical Garden / 子供虐待防止オレンジタスキリレー / Biketope2012Shibuya / 映画「ROADSIDE 2012」上演イベント / 「楽描♪アートセッション」in渋谷芸術祭 / 「東北ウォームアップチャンネル」Ustream上映 / SHIBUYA GIRLS POP in 渋谷芸術祭 / Kids Workshop / Working Art / 渋谷芸術祭 DISITAL GRAFFITI / おばけのマリコローズ☆映画まつり / 渋谷映画神社 / SCREAM!Shibuya Art Festival 2012 Official Halloween Party / 渋谷芸術祭 HALLOWEEN AFTER PARTY

### 第5回渋谷芸術祭 2013
- 開催期間 : 2013年10月26日（土）〜 27日（日）の2日間[4]
- テーマ：Shibuya Smile
- 主催：渋谷芸術祭実行委員会
- 後援：渋谷区
- イベント：オープニングセレモニー / ハチ公前イルミネーション / <ライブパフォーマンス> 一般公募により選ばれたアーティスト21組によるパフォーマンス / 絵画作品 × プロジェクションマッピング "Shibuya Crossing of Lights" / ワークショップ "Biketope2013 Shibuya 出会い・・・Smile" / 渋谷コミュニケマルシェ / 渋谷を知る-自転車ツアー / <映画神社 SHIBUYA 2013> 14人の監督に依頼した短編映画の上映 / 渋谷 × 東北「ROADSIDE #2013」上映イベント /「SCRAMBLE ART = HAND TALK」〜言葉ではないコミュニケーション〜 / 渋谷芸術祭2013 現代アート展〜ArtPark 2013〜 / <渋谷ヒカリエ　リングサイネージ> 渋谷ヒカリエ内のサークル状のモニターにシブゲーアートを表示 / 渋谷芸術祭オフィシャルハロウィンパーティ「Scream!」/ 渋谷芸術祭 Presents 東北ウォームアップチャンネル

### 第6回渋谷芸術祭 2014
- 開催期間 : 2014年10月25日（土）〜 26日（日）の2日間
- テーマ：Shibuya +
- 主催：渋谷芸術祭実行委員会
- 共催：渋谷区
- イベント：開会式 ＆ ライブパフォーマンス / BoHei@ns Vol.3 "秋の渋谷大暴れフェス" / アートであそぼう！リズムでアート　親子でレッツ・ダンス！ / アートであそぼう！牛乳パックであそぼう！ / 映画「ROADSIDE #2014」上映 / <第1回渋谷芸術祭ーSHIBUYA AWARDー作品展示> 「SHIBUYA」をテーマにクリエイティブな方々の作品の展示会や、昭和女子大学の学生やアーティスト作品展を実施 / <渋谷ってどんな街！ by ELYX> フランス生まれのELYXが来日して、渋谷に集まる人々と渋谷の街を探索して、写真による街を作る参加型イベント / 渋谷芸術祭・バイクトープ2014渋谷「ミニ・ツールド渋谷」 / IROYA WALL ART・shop内での作品展示 / 渋谷芸術祭　東北ウォームアップチャンネル

### 第7回渋谷芸術祭 2015
- 開催期間：2015年10月30日（土）・31日（日）
- テーマ：SHIBUYA PLAY
- 主催：渋谷芸術祭実行委員会
- 共催：渋谷区
- イベント：「渋谷芸術祭2015公式アンバサダー」を「Noa Kojima さん、Mai Mikamiさん、Minori Suzukiさん」が、つとめてくださいました。渋谷ヒカリエ特設会場にて「SHIBUYA AWARDS2015」を開催し、総勢41点の優秀な作品がノミネートしグランプリを競いました。SHIBUYA AWARDSのグランプリ表彰式を行った後、12/2~10の日程で渋谷文化村「Bunkamura Wall Gallery 」にて「SHIBUYA AWARDS2015 受賞作品展」を、開催致しました。SHIBUYA AWARDS 「グランプリ作品」及び「区長賞作品」が、渋谷区庁舎内特別会場にて展示されました。(一般公開ではありません) ・ハチ公前ステージ及び2日目のみやした公園では、メインパーソナリティーをギャル書道家「なちゅ」さんが努め、たくさんの出演者と共に、渋谷へ来街する多くの方々を楽しませていました。 「映画神社presents渋谷映画祭2015」が渋谷の劇場で開催され20名弱の監督が集まり、作品の上映会を行いました。

### 第8回渋谷芸術祭 2016
- 開催期間：2016年11月3日（木）・4日（金）・5日（土）※一部プロジェクトは6日開催
- テーマ：The Crossing of Evolution –進化の交差点-
- 主催：渋谷芸術祭実行委員会
- 共催：渋谷区
- イベント：「SHIBUYA AWARDS 2016」が開催され総勢約50点を超える作品が、渋谷駅構内に設置された、メイン会場に展示されました。特別展時はMORE THAN HUMANによる義手義足の作品、昭和女子大学研究室による渋谷をテーマにした作品等が展示されました。 SHIBUYA AWARDS コンペティションでは今までのアート部門にあわせて、フィルム部門が新設され、総勢43作品がノミネートしグランプリを競いました。SHIBUYA AWARDS2016では、アート部門の授賞作品展を２会場で実施しました。SHIBUYA AWARDS 2016 アート部門授賞作品展⑴「Bunkamura Wall Gallery　2016/12/2(金)~9(金)」⑵「渋谷区庁舎内渋谷区長応接室（第1庁舎3階西棟）2017/2/7(火）〜3/27(月)」を、開催致しました。・初日のメインステージではオープニングセレモニーが行われ、「Tokyo Contemporary Theatre 」と「黒田なつ子×粕尾将一×INDY SUZUKI」パフォーマンスと行いました。オープニングセレモニーの司会は、舞台役者の板橋廉平氏と工藤佑樹丸氏が担当しました。 「SHIBUYA AWARDS フィルム部門」では、「CINEMA CARAVAN」と、「Constract Film Works」 の協力のもと、メイン会場に大型スクリーンを設置し、ノミネート作品にあわせ、招待作家の作品上映会を実施しました。渋谷ヒカリエのリングサイネージでは、Maiko Shibuyaによるアートムービーリングが連日上映されました。「映画神社presents第5回渋谷国際映画祭2016」では、渋谷ユーロライブで11月6日に開催され、16本のショートフィルム作品の上映会を行いました。 「キッズスペース」ではTV等でおなじみの歌う料理人森野熊八氏による「キッズ・アート・クッキング」体操指導員の森麻美氏 による「リズム・DE・アート」 を開催しました。
- SHIBUYA AWARDS 2016 アート部門授賞作品展　https://www.bunkamura.co.jp/gallery/exhibition/wall_161202award.html

### 第9回渋谷芸術祭 2017
- 開催期間：2017年11月3日（金）・4日（土）・5日（日）[5]
- テーマ：多様性の起源 - The Foundations of the Cultural Diversity –
- 主催：渋谷芸術祭実行委員会
- 共催：渋谷区
- 後援：一般財団法人渋谷区観光協会　他
- EVENT：「SHIBUYA AWARDS 2017」「明日の神話シンポジウム」「ロードサイド2017」「BEYOND FES渋谷」「キッズスペース」「第6回映画神社Presents 渋谷映画祭2017」「SHIBUYA CITY GAMES〜世界最速への挑戦〜」[6]が開催された。「SHIBUYA AWARDS 2017」では約50点を超える作品が、東急・東京メトロ渋谷駅構内13番出口方面特設会場に設置された。同会場をメイン会場として開催された第9回渋谷芸術祭2017のオープニングセレモニーは初日の11月3日に行われ、小林幹育実行委員長、澤田渋谷副区長、今村有策審査員、小山登美夫審査員などが参加者の前で挨拶をした。同会場での公募展はノミネート36作品の展示に合わせ、企画展示には、第一回SHIBUYA ART AWARD 大賞受賞者の天野タケル氏、第二回SHIBUYA ART AWARD大賞受賞者の松野純子氏、招待作家の小松美羽氏や柏原晋平氏、特別展示ブースでは、ソニーサイエンスラボの遠藤謙氏の義足の展示が行われた。「SHIBUYA CITY GAMES〜世界最速への挑戦〜」では、
- SHIBUYA AWARDS 2017公募部門は、ノミネート作品の中から11点の作品に賞が与えられた[7]。授賞式は、都内某ホテルにて11月20日（月）に関係者によって執り行れた。
- SHIBUYA AWARDS 2017巡回展が国内外にて行われた。展を２会場で実施しました。（海外展：2017年12月7~10日 Salon de Beaux Arts2017 inParis／国内展：2018年1月6日（土）〜19日（金）SHIBUYA AWARDS 2017 アート部門授賞作品展 at Bunkamura Wall Gallery[8] ／渋谷区長応接室展示）

## 主な会場
- 渋谷駅（東京メトロ渋谷駅13番出口通路B2F広場2016年〜2018年）
- ハチ公前広場（2009年〜2015年）
- 東急東横店前（2009年〜2015年）
- 渋谷区役所前広場（2009年〜2013年）
- マルイシティ渋谷（2009年〜）
- 渋谷マークシティ（2009年〜2014年）
- 渋谷ヒカリエ（2012年〜2015年）
- 宮益御嶽神社（2012年〜2014年）
- WIRED CAFE<>FIT（2010年〜2012年）
- 美竹の丘・しぶや

## 出演者

### 第2回
| 会場                                           | イベント | 出演者 |
| ---------------------------------------------- | --- | --- |
| 渋谷駅ハチ公広場 青ガエル                      | シブレター ピエロ隊 | ヘアメイク：pep inc × 東京モード学園                                                                                     |
| 渋谷マークシティ                               | ファッション展示 | 文化服装学院 東京モード学園 バンダイデザイン研究所 杉野学園ドレスメーカー学院                                            |
| アスタジオ                                     | 映画「Moon Shadow」先行上映 | |
| マルイシティ                                   | 「ピープルデザイン」ジーンズの作品発表 オープニングセレモニー 「にほんのうた」キャラバン サイン会 ダンスエキスポ イラストコンテスト | 東京モード学園 励まし屋 Allies ikai GYPSY mc2 BAKALUCK SAWADA ROCKS にほんのうた実行委員会 臼井英之 株式会社ムーブメント |
| 渋谷区役所前広場                               | サーカス広場 with PV Shooting | カイキゲッショク 薗田賢治                                                                                                |
| タワーレコード渋谷店 SHIBUYA WIRED CAFE〈〉FIT | 映画「ROADSIDE」移動上映 | 諸沢利彦 |
| マルイシティ 大盛堂書店                        | ライブペインティング | 真珠子 今井杏 玉石佳世 高橋由季 岩清水さやか Re`yka 内山ユニコ                                                           |

### 第3回
| 会場               | イベント                                                                              | 出演者                                                                                        |
| ------------------ | ------------------------------------------------------------------------------------- | --------------------------------------------------------------------------------------------- |
| ハチ公前広場       | INFORMATION BOOTH LIGHTING + AROMA VITA LIGHTING + BALOON ART                         |                                                                                               |
| 東急東横店         | OPENING EVENT + LIGHTING LIVE PERFORMANCE Biketope2011 Shibuya VISUAL ART + STREAMING | 励まし屋 時正&GYPSY the viridian clover 雨ふらしカルテット Reee クロックロック 御堂誠二 ISAGI |
| 渋谷区役所前広場   | Biketope2011 Shibuya Music+Prade LIGHTING+KAGEE DANCE + VISUAL ART                    | 天野和敏 ジョー鈴木 原木繁利 SHINKILOW Ambivalent 凸ぴちゃ凹                                  |
| WIRED CAFE<>FIT    | MOVIE + LIVE PERFORMANCE                                                              | 諸沢利彦                                                                                      |
| マルイシティ渋谷   | LIVE PERFORMANCE presented by VILLAGE VANGUARD LIGHTING                               | PEACE$TONE COBA-U ALL THAT JAZZ タニザワトモフミ 植田真梨恵 だいじゅ                          |
| 渋谷マークシティ   | Scramble Crossing of Art「明日への神話」プロジェクト KAGEE + VIDUAL ART               | 日比野克彦 凸ぴちゃ凹 Ambivalent                                                              |
| 青山学院アスタジオ | MOVIE                                                                                 | 諸沢利彦                                                                                      |

### 第4回
| 会場                        | イベント | 出演者 |
| --------------------------- | --- | --- |
| 渋谷駅ハチ公広場 東急東横店 | オープニングセレモニー ライブパフォーマンス glaceau vitaminwater® presents ハロウィンコンテスト Halloween Botanical Garden 子供虐待防止オレンジタスキリレー | 励まし屋 Gypsy 時正 若松翔平 林明日香 ヒサシ the KID（the BEACHES） 96969 yu-u Perla Thyme 池田夢見 チェックメイト 大島エレク総業 tag |
| 渋谷区役所前広場            | Biketope2012Shibuya | |
| WIRED CAFE<>FIT             | 映画「ROADSIDE 2012」上演イベント 「楽描♪アートセッション」in渋谷芸術祭 「東北ウォームアップチャンネル」Ustream上映                                         | カワムラユキ |
| マルイシティ渋谷            | SHIBUYA GIRLS POP in 渋谷芸術祭 | 今井杏 他 |
| 渋谷マークシティ            | Kids Workshop Working Art | |
| 渋谷ヒカリエ                | 渋谷芸術祭 DISITAL GRAFFITI | 東京渋谷ラヴァーズフォトグラファーズ BARBARA NEW LIFE                                                                                 |
| 宮益御獄神社                | おばけのマリコローズ☆映画まつり 渋谷映画神社 | |
| Legato                      | SCREAM!Shibuya Art Festival 2012 Official Halloween Party                                                                                                   | |
| Organ Bar Club BALL         | 渋谷芸術祭 HALLOWEEN AFTER PARTY | |

### 第5回
| 会場                              | イベント | 出演者 |
| --------------------------------- | --- | --- |
| 渋谷駅ハチ公広場 東急東横店       | オープニングセレモニー ハチ公前イルミネーション ライブパフォーマンス                                                            | 96969 オンプトランプ 倉木拓郎 シブヤスマイル for フクシマ W.E.T BAND WAGON 池田夢見 励まし屋 F:ma nlkkYgirlS かつ実 theNUCLEUS Noz                                  |
| 旧東急車輛モニュメント あおがえる | ライブパフォーマンス | 友星 WAIFone 小野留依星 富岡美紀 滝見壮平 |
| 渋谷マークシティ                  | "Biketope2013 Shibuya 出会い・・・Smile"                                                                                        | |
| マルイシティ渋谷                  | 番組コンテンツ発信基地 各会場のイベント状況をマルチ上映 東北ウォームアップチャンネルの動画配信 中継・Ustream配信                | dex P）M（F DJ ウォームアップチャンネル from 仙台 ust Broooori Reea ARATA 木村ライダー Karinga Zutsuki-D Monk-E IORI WAKASA K.E.I                                   |
| 渋谷インフォスタワー前広場        | 渋谷コミュニケマルシェ 渋谷を知る-自転車ツアー                                                                                  | |
| 宮益護国神社                      | 小沼雄一 久保健介 古厩智之 有馬顕 真田幹也 辻村健二 本多宏章 ドキドキクラブ 倉田健次 渡邊高章 平波亘 早川卓快 東海林毅 廣田正興 | |
| 渋谷ヒカリエ                      | Scramble ART = HAND TALK 渋谷芸術祭2013 現代アート展                                                                            | 門秀彦 こうづなかば 静 小楠アキコ Bob 神戸博喜 平田優介 天野タケル シライジュン 昭和女子大学環境デザイン学科藤澤研究室 一般公募アーティスト ShibuyaMaiko 八尾良太郎 |
| SECO                              | 渋谷芸術祭オフィシャルハロウィンパーティ「Scream!」                                                                             | Chide Sisi Matsunami Shotaro Maeda Sam Fitzgerald Julien Sato BobRogue David Dicembre Van Cllffa                                                                    |
| 東北ろっけんパーク                | 渋谷芸術祭 Presents 東北ウォームアップチャンネル                                                                                | カワムラユキ |

### 第6回
| 会場                                          | イベント                                                             | 出演者 |
| --------------------------------------------- | -------------------------------------------------------------------- | --- |
| 渋谷駅ハチ公広場 東急東横店                   | オープニングセレモニー ハチ公前イルミネーション ライブパフォーマンス | 96969 励まし屋 Reea チェックシネマ 南澤時正 アリスプロジェクト the sheep ベリーダンサー ひとりでできるもん エグスプロージョン A7 雨降らしカルテット THE GALAXXXXXY★ Gypsy narumi |
| みやしたこうえん - 神宮通公園                 | BoHemi@ns Vol.3 "秋の渋谷大暴れフェス"                               | BoHemi@n.inc 原田真二 ラッパ我リヤ Frankie Cihi The stone sun MOSS |
| 勤労福祉会館                                  | アートであそぼう！リズムでアート 親子でレッツ・ダンス！              | 森麻美 |
| 美竹の丘                                      | アートであそぼう！牛乳パックであそぼう！                             | 田代耕司 |
| 宮益護国神社                                  | 映画「ROADSIDE #2014」上映                                           | 励まし屋 ハンサム判治 |
| 渋谷ヒカリエ                                  | 第1回渋谷芸術祭ーSHIBUYA AWARDー                                     | 天野タケル シライジュン 博多絵師 雄猿 古賀睦 Ly GEORGE HAYASHI ときたま HIZGI 昭和女子大学環境デザイン学科学生                                                                   |
| 渋谷マークシティ 渋谷区文化総合センター大和田 | 渋谷ってどんな街！ by ELYX                                           | ELYX |
| 代官山T-SITE                                  | 渋谷芸術祭・バイクトープ2014渋谷「ミニ・ツールド渋谷」               | |
| IROYA SHIBUYA                                 | IROYA WALL ART・shop内での作品展示                                   | KODAI |
| 東北ろっけんパーク                            | 渋谷芸術祭 東北ウォームアップチャンネル                              | カワムラユキ むすび丸 |